# خوان سيلفا (لاعب كرة قدم)
خوان سيلفا (بالإسبانية: Juan Silva)‏ (11 مارس 1989 في تشيلي - ) هو لاعب كرة قدم تشيلي في مركز الوسط. لعب مع سانتياغو واندررز وكوريكو يونيدو وديبورتيفو نوبلينس ‏ ولاسيرينا ونادي كوبريسال ونادي كوبريلوا ورينجرز دي تالكا.

## وصلات خارجية
- خوان سيلفا على موقع قاعدة بيانات كرة القدم.إي يو (الإنجليزية)
- خوان سيلفا على موقع AS.com (الإسبانية)